# Павловский, Всеволод Сергеевич
Все́волод Серге́евич Павло́вский (1908—19??) — советский киносценарист.

## Биография
Родился в 1908 году. 
Автор ряда сценариев, шесть из которых были экранизированы на разных киностудиях страны: «Совкино», «Белгоскино», «Союзкино», «Азерфильм», «Киевская кинофабрика». В них в сатирическом ключе подняты злободневные вопросы устройства советского общества: тема «полового вопроса», атавизм патриархальной и буржуазной морали, а также недостатки пролетарской.
Острота темы бюрократизма и пережитков чиновничьей психологи среди слоёв советских служащих, поднятая в «Государственном чиновнике» версии 1929 года, вызвала запрет и отъезд режиссёра в Ереван. В дальнейшем руководство «Союзкино» вынудило Ивана Пырьева к значительным переделкам и в изуродованном виде картина вышла в 1931 году. 

Имя автора — молодого кинодраматурга Всеволода Павловского стало известно благодаря фильму «Государственный чиновник», поставленному по его сценарию режиссёром Иваном Пырьевым. Зловещая сатира на двурушничество и приспособленчество, мрачные краски в обрисовке действительности, особый интерес к тёмным, «подпольным» сторонам человеческой натуры — вот что отличало письмо Павловского.
— Ирина Гращенкова, «Киноантропология XX/20» 2014

## Фильмография
- 1928 — Смеётся жизнь (совм. с Николаем Богдановым, Александром Усольцевым-Гарфом)
- 1929 — На повороте (назв. сценария «Люди камня»)
- 1930 — Суд должен продолжаться (назв. сценария «Парад добротетели»)
- 1931 — Государственный чиновник
- 1938 — Бакинцы (совм. с Виктором Туриным)
- 1939 — Всадники (по мотивам одноимённого романа Юрия Яновского)

## Критика
«Суд должен продолжаться»
Вышедший на экраны в 1930 году фильм вызвал волну дискуссий не только в печати, но и в рабочих клубах. Несмотря на доступную для рабочего зрителя форму, критиками отмечался субъективный психологизм и «отход от активной борьбы за социалистическое переустройство».

…была сделана серьёзная попытка отойти от прямолинейных лозунгов, голой схемы и через своеобразные характеры основных персонажей, наделённых индивидуальными чертами, поставить актуальные вопросы морали.
 Оценивая «Суд должен продолжаться» мерками агитпропфильма, критика не сумела увидеть в нём ростки подлинно реалистического искусства, стремление его создателей решать поставленную проблему не приёмами плаката, а средствами киноискусства.
— Вацлав Смаль, «Сквозь призму десятилетий» 1980

Символично, что героиня фильма Елена, обличающая пережитки собственнического отношения к женщине, работает на ламповом заводе. С одной стороны, это намёк на участие персонажа в одной из главных кампаний в Советском Союзе того времени — электрификации всей страны…<>, с другой, это связь с образом идеологического прожектора, высвечивающего все болезни общества.
— Светлана Смагина, «Артикульт» № 27 2017